# Castlebridge
Castlebridge (in irlandese: Droichead an Chaisleáin) è una cittadina nella contea di Wexford, in Irlanda.